# Mpéwo
Mpéwo ou M'pewo (Mamara: le serpent de Mpé ) est un animal dasiri (animal sacré, Bambara: attacher la bouche) , un serpent sacré (probablement un python) de la ville de Mpessoba au Mali. Il est sans doutes issus de la cosmogonie Bambaras du Mali et Côte d'Ivoire.

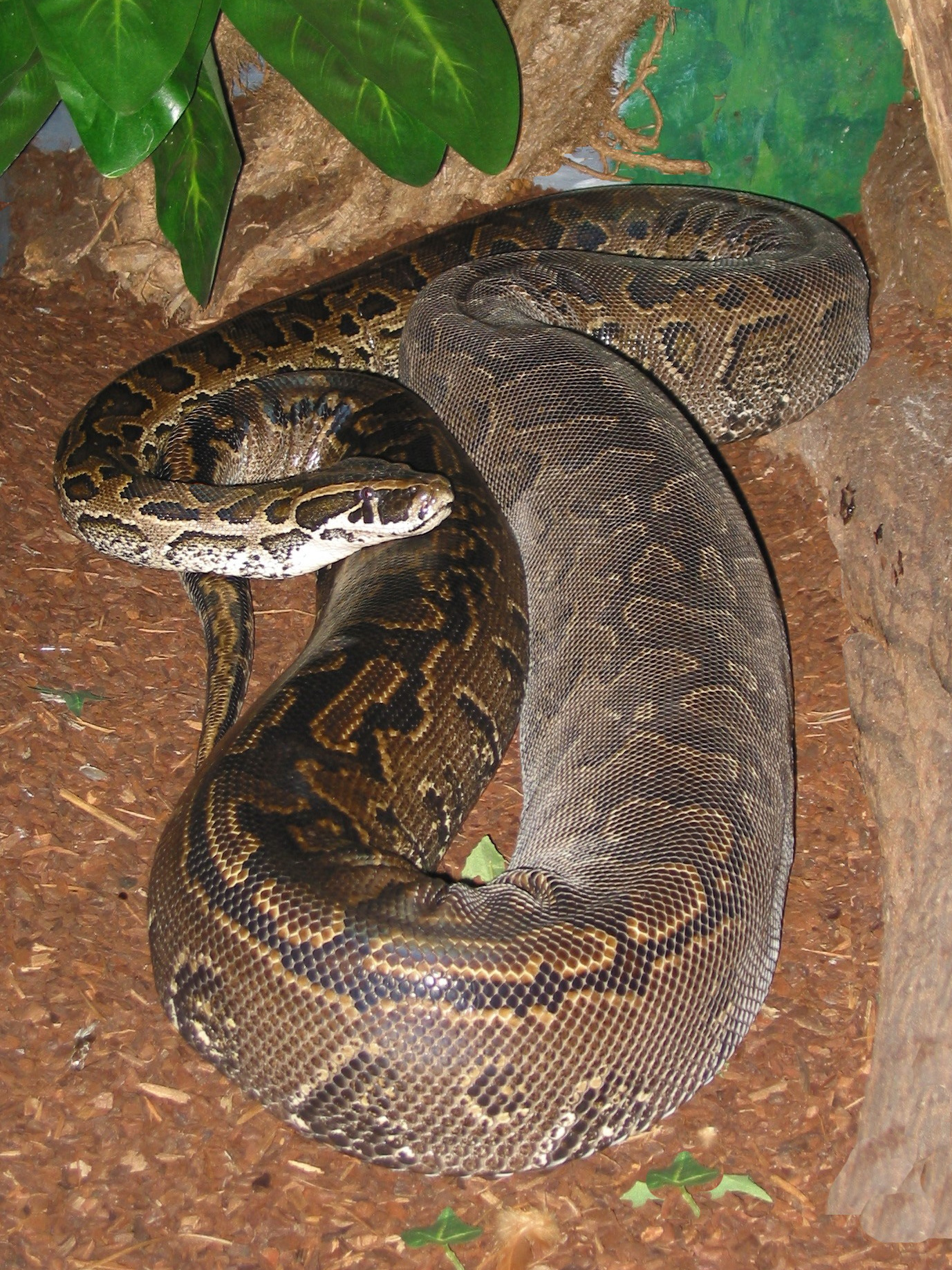
Python de Seba, serpent apparenté au Mpéwo

## Légende[2]
Mpè, héro légendaire du Mali, en voulant installer sa hutte, devait couper certains arbres pour se faire de la place. Ce faisant, il mit à nu un serpent totalement inoffensif. Il décida alors de s'installer à côté de lui et, lui construisit également une case qui existe toujours aujourd'hui mais légèrement agrandie. De ce jour, ce Mpéwxo est lié aux traditions de la famille  Coulibaly,qui habite dans le quartier de Ntio.
Malgré de nombreuses légendes locales, les occupants coloniaux du Mali n'ont jamais pu l'étudier de visu malgré la présence d'un serpent dans le village. La tradition locale veut qu'à chaque fois que le serpents est capturé pour être emmené en dehors du village ou du pays pour être étudié, il avait toujours disparu en ouvrant la caisse et était revenu dans sa case.

### Aspect
Le Mpéwo ressemble à un python de Seba. Il n'attaque jamais les personnes et ne se déplace jamais de jour. Il peut cependant être aperçu lorsque le jour le surprend dans une concession. Alors, les occupants le mettent à l'abri et le montrent aux visiteurs.

### Interprétation
Mpéwo est porteur de beaucoup de message dans la culture du Mali. 
- S'il lui arrive de se montrer le jour, c'est pour annoncer un malheur à celui qui le vois.
- Quand on le voit sur les poutres de la toiture, le ventre tourné vers le sol, il annonce la mort du locataire.
- Toutefois, quand on le voit dans les marchandises d'un commerçant, c'est un signe de prospérité.

Le Mpéwo rend des visites aux membres de la famille Coulibaly lors de grands événements : mariage, décès, naissance. Il rend visite également à l'hôte de marque (chef d'arrondissement) qui vient résider à Mpéssoba.

### Appellation[5]
Ce serpent est connu dans tout le territoire de l'ancien royaume des Mandés et du Royaume du Ouagadou
- Ninki nanka chez les Soninké,
- Thiananba chez les Peulh,
- Mpewo chez les Mininaka